# Lubieszyn (województwo pomorskie)
Lubieszyn (kasz. Lubieszin) – wieś kaszubska w Polsce, położona w województwie pomorskim, w powiecie kościerskim, w gminie Liniewo, przy drodze wojewódzkiej nr . Na wschód od Lubieszyna przepływa rzeka Wietcisa.
W latach 1975–1998 miejscowość administracyjnie należała do województwa gdańskiego.
Inne miejscowości z prefiksem Lubiesz: Lubieszynek, Lubieszynek, Lubieszyn, Lubieszewo, Lubiszyn.

## Nazwy źródłowe miejscowości
kasz. Lëbieszëno lub Dużi Lubieszin, niem. Gross Lipschin, dawniej Lubierzyna.